# Onthophagus ishiii
Onthophagus ishiii là một loài bọ cánh cứng trong họ Bọ hung (Scarabaeidae).